# Zöblitz
Zöblitz – dzielnica miasta Marienberg w Rudawach, w Niemczech, w kraju związkowym Saksonia, w okręgu administracyjnym Chemnitz, w powiecie Erzgebirgskreis. Leży ok. 30 km na południowy wschód od Chemnitz. Na powierzchni 22,15 km² mieszka 2876 osób (według danych z grudnia 2009). Do 30 grudnia 2012 samodzielne miasto.

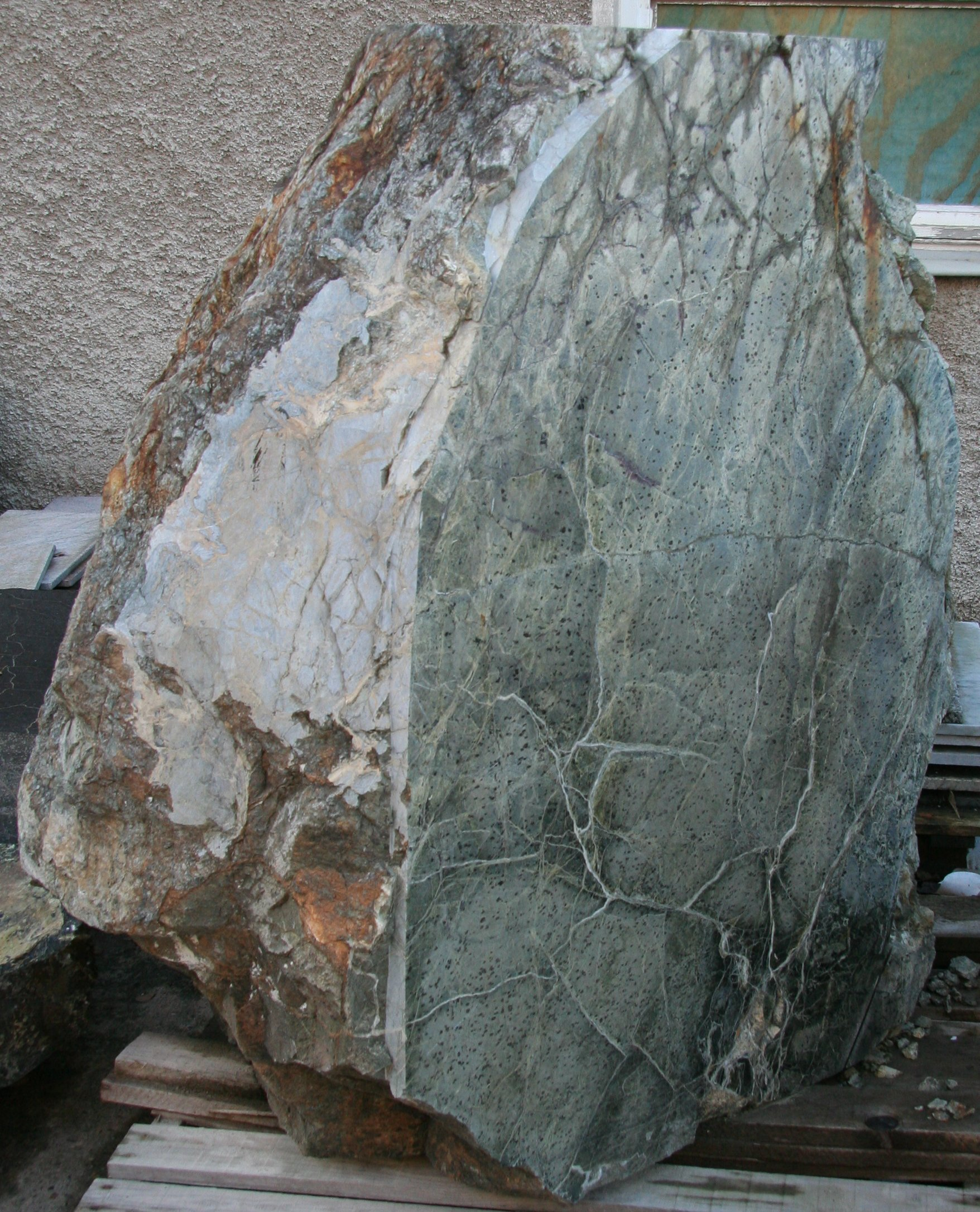
serpentynit z Zöblitz

W pobliżu znajdują się złoża serpentynitu, eksploatowanego w tutejszych kamieniołomach już w XVI wieku.

## Współpraca
Miejscowość partnerska:
- Wolframs-Eschenbach, Bawaria